# Carex micrantha
Carex micrantha är en halvgräsart som beskrevs av Georg Kükenthal. Carex micrantha ingår i släktet starrar, och familjen halvgräs. Inga underarter finns listade i Catalogue of Life.